# Римский мост (Трир)
Римский мост (нем. Römerbrücke) — древнеримский каменный мост через реку Мозель в немецком Трире, старейший мост в стране. Памятник мостостроения древнеримской эпохи.
Мост был построен древними римлянами у брода через Мозель, где возник их город Augusta Treverorum. С этого моста жители приносили жертвы речным богам, что делает дно Мозеля в данном месте важным историко-археологическим объектом. Девять опор моста были построены во II веке нашей эры в период, когда Трир входил в состав Римской империи и считаются до сих пор «чудом техники», поскольку служат опорой моста уже в течение двух тысяч лет. В то же время мост в целом является памятником более позднего времени, поскольку его пролёты возводились заново в начале XII века, а затем в XVIII веке после того, как были разрушены в ходе боевых действий. Наряду с другими античными объектами Трира входит в список Всемирного наследия ЮНЕСКО.